# از پشت شیشه‌ها
از پشت شیشه‌ها نمایشنامه‌ای است از اکبر رادی.

## خلاصه داستان
نخستین نسخه از این نمایشنامه در تیر ۱۳۴۶ در ماهنامهٔ پیام نوین منتشر شده بود.
«اتاقی است خاکستری» . بامداد که با چوبِ زیر بغل حرکت می‌کند، پشت میزش مدام در حال نوشتن است. همسرش مریم، با گلدانِ گُلی وارد می‌شود. مریم معلم است و علت تأخیرش را رفتن به بیمارستان برای تولّد بچّهٔ خانم درخشان مدیر مدرسه‌شان عنوان می‌کند. مریم که آرزویش داشتن زمینی کوچک است، از هوای گرفتهٔ خانه‌شان به تنگ آمده. بامداد تقاضاهای مریم را برای رفتن به بیرون رد می‌کند. مریم از بزرگ شدنِ بچّهٔ خانم درخشان می‌گوید. او که فاصلهٔ عمیقی میان خود و بامداد حس می‌کند از بامداد می‌خواهد تا نوشته‌هایش را برایش بخواند. بامداد که با ثبت لحظه‌ها، آدم‌ها و مگس‌ها خود را استحالهٔ روحی می‌کند، به او وعدهٔ خواندن می‌دهد برای زمانی که نوشته‌ها کامل شد. خانم و آقای درخشان به دیدن آن‌ها می‌آیند. پردهٔ شفافی میان آن‌ها و بامداد حایل است. زن و مرد که فقط به فکر پیشرفت مادّی هستند، با ماسکک مگس، وز وزکنان در اتاق حرکت می‌کنند. آقا، بانکی است. خانم، مدیر است و با شرکت در انجمن زنان در فکر ارتقای خود. زمان می‌گذرد. درحالی‌که مریم در انتظار صدور رتبهٔ معلمی‌اش است، درخشان‌ها خانه‌ای ویلایی در ونک می‌خرند. آقا، بزرگ‌ترین شرکت مرغ‌داریی تهران را تأسیس می‌کند. آن‌ها برای تعطیلات تابستانه‌شان به اروپا می‌روند. مریم که احساس می‌کند میان دیوارهای محکم ذره ذره فرومی‌رود، می‌خواهد به بامداد نزدیک شود. بامداد لزومی نمی‌بیند. دوازده سال، سیزده سال، پانزده سال، شانزده سال و هجده سال از زندگی آن‌ها می‌گذرد. مریم، دلتنگ از نداشتن بچّه، خود را با کلکسیونِ گُل سرگرم می‌کند. خدمتکاری استخدام می‌کنند. کاوه، پسر درخشان‌ها به اروپا می‌رود تا نفت بخواند. با ورود درخشان‌ها پردهٔ شفاف دوباره حایل می‌شود. «تنها مریم است که در دو سوی پرده نوسان می‌کند» . مریم ارتقای شغلی خانم به ریاست بخش را تبریک می‌گوید و بامداد وقتی خانم و آقا با ماسک مگس در اتاق حرکت می‌کنند، با نوشتن، آن‌ها را تجزیه و تحلیل می‌کند. آپارتمانِ بامداد و مریم را موش فرا می‌گیرد. موش‌ها، گُل‌های مریم و کتاب‌های بامداد را می‌جَوند. مستخدم را به‌خاطر عدم توانایی در پرداخت حقوقِ بیشتر مرخص می‌کنند. مریم که پا به سن گذاشته، خودش انجامِ کارهای خانه را به عهده می‌گیرد. صورتش چروک می‌افتد و چشمانش ضعیف می‌شود. خانم و آقا با فروش خانهٔ ونک، خانه‌ای مجلّل و بزرگ در دربند می‌گیرند. مریم بازنشسته می‌شود. خانم درخشان، مدیرکل ادارهٔ رفاه معلم می‌گردد. بامداد در طول سالیان، پیر شده. سیگار، او را به سرفه‌های شدید انداخته و پشتش در اثر نوشتنِ زیاد خم شده است. درخشان‌ها درحالی‌که فربه‌تر شده‌اند و خانم، سبیلِ کریهی پشت لبش سبز شده، به دیدنشان می‌آیند. آقا به همراه پسرش که از لندن آمده، شرکت «درخشان و پسر» را به راه انداخته که طبق قراردادی، زیرسازیی کلیهٔ خطوط آهن ایران را به عهده دارد. خانم و آقا که خود را آدم‌های مهمی می‌دانند، به پسرشان که مهندس نفت است و تحصیلکردهٔ کمبریج و همسری اروپایی دارد، افتخار می‌کنند. با ورود مریم، نقاب‌ها را از صورت بر می‌دارند. آن‌ها که حالا دیگر رانندهٔ شخصی دارند، می‌روند و به‌خاطر مشغلهٔ زیاد، کمتر به دیدن مریم و بامداد می‌آیند. مریم، دلتنگ از سکوتِ خانه می‌خواهد موشی را زنده زنده آتش بزند. بامداد به او می‌گوید «فرصتی برای انتقام نیست» . سی‌سال گذشته است. بامداد نوشته‌هایش را که دسته‌ای کاغذ بیش نیست برای مریم می‌خواند. مریم درحالی‌که به نوشته‌های بامداد که زندگی خودشان ـ نمایشنامهٔ از پشت شیشه‌ها ـ است، گوش می‌دهد به خواب می‌رود.

## به زبان‌های دیگر
رضا شیرمرز ترجمه‌ای به انگلیسی و گیورگی لوبژانیدزه ترجمه‌ای به گرجی از این نمایشنامه دارند.